# Sângeorz-Băi
Sângeorz-Băi (også stavet Sîngeorz-Băi, udtale:sɨnˈd͡ʒe̯orz bəj ; ungarsk: Oláhszentgyörgy; tysk: Sankt Georgen}) er en spa resort og by i bjergdistriktet Bistrița-Năsăud (distrikt) i Transsylvanien, Rumænien. Byen administrerer to landsbyer, Cormaia (Kormája) og Valea Borcutului (Borpatak).
Byen har 10.931 (2021) indbyggere.

## Geografi
Byen ligger på den nordøstlige kant af det Transsylvanske Plateau, ved foden af Rodna-bjergene, delvist i Rodna-bjergene Nationalpark. Den ligger ved bredden af floden Someșul Mare; floden Cormaia udmunder i Someșul Mare et stykke opstrøms.
Sângeorz-Băi ligger i den nordlige del af distriktet, på grænsen til distriktet Maramureș. Det ligger i en afstand af 30 km fra Năsăud og 40 km fra distriktets hovedsæde, Bistrița. Byen er gennemskåret af den rumænske nationalvej DN17 (en del af Europavej E58), som forbinder Dej i Cluj med Suceava.

## Galleri
- Sankt Nikolas Kirke
- Græsk-katolsk kirke
- Rådhus